# 林国强 (1948年)
林国强（1948年10月—），男，汉族，山东烟台人，中华人民共和国政治人物，曾任广西壮族自治区政协副主席，第九、十届全国人大代表。